# Peter de Witt Huberts
Peter Karl Arnold de Witt Huberts (Amsterdam, 24 januari 1942) is een emeritus hoogleraar in de reactorfysica, de experimentele kernfysica en de experimentele subatomaire fysica.
De Witt Huberts slaagde in 1967 aan de Universiteit van Amsterdam voor zijn doctoraalexamen natuurkunde. In dat jaar werd aan het Instituut voor Kernfysisch Onderzoek (IKO) gestart met de bouw van de 100 MeV Elektronen Versneller Amsterdam (EVA). Onder de respectievelijke IKO-directeuren Bob van Lieshout en Coen de Vries promoveerde De Witt Huberts op onderzoek bij de EVA: hij verdedigde op 7 maart 1973 succesvol zijn proefschrift Electron Scattering from 51V below 100 MeV. Hij bleef verbonden aan het instituut, dat in 1976 opging in het Nationaal Instituut voor Kernfysica en Hoge-Energiefysica (Nikhef).
In 1984 werd De Witt Huberts vanwege het Utrechts Universiteitsfonds benoemd tot bijzonder hoogleraar reactorfysica aan de Universiteit Utrecht; hij hield op 4 november 1985 de inaugurele rede Licht op atoomkernen. In 1989 werd hij – eveneens in Utrecht – gewoon hoogleraar, aanvankelijk in de experimentele kernfysica, vervolgens vanaf 1994 in de experimentele subatomaire fysica. Van 1989 tot 1995 was hij directeur van Nikhef-K. Nadat in 1998 in Amsterdam de EVA sloot en De Witt Huberts benoemingstermijn op 1 juli 1999 was verstreken, verviel zijn hoogleraarschap.
Onder de leiding van De Witt Huberts werd de Amsterdam Puls Stretcher (AmPS) gebouwd en in 1992 in gebruik genomen. Hij bleef tot 2004 werkzaam bij het Nikhef, waar bij zijn afscheid een symposium werd georganiseerd.